# Arumuni

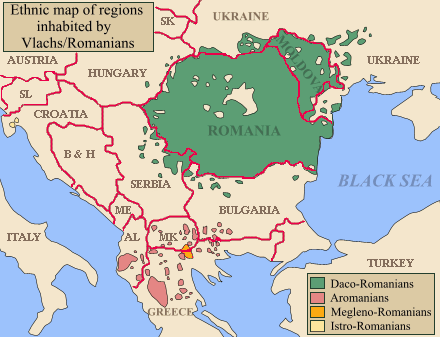
Mapa terenów zamieszkiwanych przez ludy rumuńskie. Na czerwono zaznaczeni Arumuni, na zielono Dakorumuni, na pomarańczowo Meglenorumuni, na jasnożółto Istrorumuni

Arumuni, Aromuni – zbiorcza nazwa obejmująca różne romańskojęzyczne grupy etniczne zamieszkujące Bałkany. Liczebność grupy to około 200 tysięcy osób.

## Państwa zamieszkane przez Arumunów
Współcześnie Arumuni mieszkają w rozproszeniu w górskich regionach północnej i środkowej Grecji i południowo-wschodniej Albanii, Rumunii, południowej Macedonii Północnej, również w Bułgarii i Serbii. W ciągu wieków ulegli asymilacji, która postępuje nadal, szczególnie w Grecji, gdzie nie mają statusu mniejszości narodowej i oficjalnie nazywani są „Grekami romanofońskimi”, lecz także Vlachami.
Współcześnie w Grecji, w języku potocznym, termin oznaczający Vlacha (Βλάχος) ma znaczenie pejoratywne, niekoniecznie z desygnatem etnicznym.

## Determinanty arumuńskości
W klasycznym ujęciu wyznacznikami arumuńskości były posługiwanie się dialektami wschodnioromańskimi (obecnie określanymi jako język arumuński), utrzymywanie się z pasterstwa transhumancyjnego i wyznawanie prawosławia.

## Arumuni a Wołosi
Kwestią kontrowersyjną jest relacja desygnatu pojęcia „Arumuni” do „Wołosi”. Jak się wydaje, Arumuni są częścią etnosu wołoskiego zamieszkującą południową Macedonię Północną i Epir. Pojęcie Arumuni jest więc węższe niż Wołosi.

## Pochodzenie
Uważa się, iż Arumuni są zromanizowanymi potomkami ludów zamieszkujących Półwysep Bałkański przed podbojem rzymskim, m.in. Daków i Traków. W średniowieczu (XII–XIII wiek) grupy Arumunów opuszczały Półwysep Bałkański i osiedlały się na północ od Dunaju, m.in. w Polsce, gdzie znane były jako Wołosi. Wobec wojen i prześladowań w XVIII wieku i na początku XIX wieku elity Arumunów osiedlały się masowo w miastach monarchii habsburskiej – w Budapeszcie, Belgradzie, Klużu. Arumuńscy emigranci osiedli na terenie Mołdawii i Siedmiogrodu byli główną siłą rumuńskiego odrodzenia narodowego.

## Genetyka
Bosch ze współpracownikami poddali próbie hipotezę, czy Wołosi są potomkami zlatynizowanych Daków, Ilirów, Traków, Greków. Hipotezy tej nie udało się dowieść ze względu na wysoki stopień podobieństwa genetycznego jakie posiadają wszystkie badane grupy etniczne Bałkanów. Okazuje się, że językowe i kulturowe różnice pomiędzy różnymi etnosami/narodami bałkańskiego nie były wystarczająco silne, aby uniknąć przepływu genów między nimi.